# Acuzații de tentativă de lovitură de stat în România în 2025
În data de 5 martie 2025 procurorii din cadrul DIICOT au efectuat opt percheziții domiciliare în raza municipiului București precum și în județele Ilfov, Giurgiu și Maramureș. Șase cetățeni români au fost reținuți și acuzați pentru constituirea unui grup infracțional organizat și pentru săvârșirea infracțiunii de trădare. Ei erau asociați cu Radu Theodoru, un general de aviație în retragere, în vârstă de 101 ani, care nu a fost reținut, dar are calitatea de suspect. Aceștia sunt acuzați de legături cu Rusia.
Pagina web a grupului declara printre obiectivele sale: schimbarea numelui țării în Getia (Geția), ieșirea din NATO, abolirea Constituției și a partidelor politice, precum și preluarea teritoriilor care au făcut parte din România Mare (unele dintre acestea fiind acum în Ucraina). În acest scop, ei au creat o „structură paramilitară” care, conform procurorilor, urma să organizeze o lovitură de stat. Această structură se organizase cu un stat major al cărui conducător ar fi fost Theodoru. Conspirația glorifica viața în Republica Socialistă România ca model de urmat. Cultura și viața politică a statului „getic” urmau să se bazeze pe pseudoistorie.
Site-ul grupului menționa, de asemenea, o „armată” numită Opus Nostrum, care urma să fie condusă de generalul în vârstă de 101 ani, iar nucleul de politicieni se numea Comandamentul Vlad Țepeș.